# Чемпионат мира по паркуру
Чемпиона́т ми́ра по парку́ру (англ. FIG Parkour World Championships) — международное спортивное соревнование по паркуру, организуемое Международной гимнастической федерацией. Первый в истории чемпионат проводится с 14 октября 2022 года в Токио (Япония).

## История
Когда в 2017 году Международная федерация гимнастики (FIG) внесла паркур в список своих видов спорта, это решение встретило значительное противодействие со стороны паркур-сообщества, которое желало самоуправления. Поэтому в качестве альтернативы трейсеры в том же году создали организацию Parkour Earth.
Международная гимнастическая федерация собиралась провести первый чемпионат мира с 3 по 5 апреля 2020 года в Хиросиме (Япония), но из-за пандемии ковида его отложила. В итоге чемпионат проходит в Токио с 14 октября 2022 года.

## Чемпионаты
| № | Год  | Место проведения |
| - | ---- | ---------------- |
| 1 | 2022 | Токио            |